# Americana (Kultur)

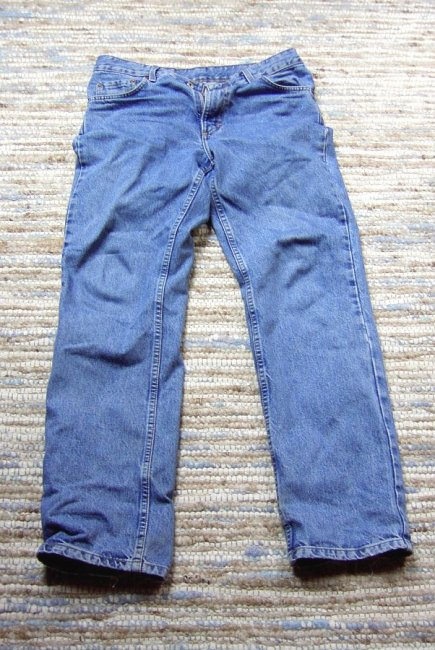
Blue Jeans

Americana ist ein Sammelbegriff für kulturelle Schöpfungen der Gesellschaft der Vereinigten Staaten von Amerika, die in einem weitgefassten Sinn die folkloristischen Überlieferungen der USA begründen oder mit ihnen in Verbindung stehen.
Der Begriff umfasst gegenständliche Artefakte, literarische und musikalische Werke, als „typisch US-amerikanisch“ verstandene sportliche und gesellschaftliche Aktivitäten und auch auf das Zusammenleben der Menschen bezogene Klischeevorstellungen und Stereotype.
Im literarischen Bereich sind zum Beispiel die Lederstrumpf-Erzählungen von J. F. Cooper oder Die Abenteuer des Tom Sawyer von Mark Twain den Americana zuzurechnen. Neben der Blues-, Jazz-, Rock-, Country- und Folk-Musikgeschichte gehören auch die US-Nationalhymne The Star-Spangled Banner oder Kinderlieder zu den Americana.
Im soziologischen Bereich können zum Beispiel die Klischees des Cowboys oder des Redneck zu den Americana gezählt werden. In der bildenden Kunst gilt Norman Rockwell als typisches Beispiel. Aus der Esskultur wären zum Beispiel Apple Pie, Donut oder T-Bone-Steak der Americana zuzurechnen. Produkte von Firmen wie Coca-Cola oder Levi’s Jeans können auch unter diesem Sammelbegriff verstanden werden.
Americana ist auch eine Bezeichnung für einen Musikstil, der teils auch thematisch die US-amerikanischen Überlieferungen und Traditionen aufgreift. Ein inhaltlich verwandter Begriff ist Roots Rock.